# Tadeusz Smolicki
Tadeusz Smolicki (ur. 1952) – polski architekt, scenograf.

## Życiorys
Absolwent Politechniki Krakowskiej (1976) oraz Akademii Sztuk Pięknych w Krakowie (1978). W czasie studiów (1971-1975) związany z Teatrem STU w Krakowie. Aktor głośnych spektakli „Spadanie”, „Sennik polski” i „Exodus”. Współtwórca scenografii do „Exodusu”. Brał udział w wielu festiwalach teatralnych w kraju i za granicą, m.in. Francja (1973, 1974), Iran (1973), Anglia (1974), Kolumbia (1974). Jest autorem scenografii do ponad 150 spektakli zrealizowanych w teatrach polskich i zagranicznych oraz w Teatrze Telewizji. Współpracował z najlepszymi polskimi scenami, m.in. z Teatrem Narodowym w Warszawie „Sześć postaci szuka autora” Pirandella (1990), Teatrem Polskim we Wrocławiu „Kurs polskiego” Wojtyszki (1992), Starym Teatrem w Krakowie „Miłość na Krymie” Mrożka (1994), Teatrem Muzycznym w Gdyni „Cień” Młynarskiego, Małeckiego (1994), Teatrem Telewizji „Wujaszek Wania” Czechowa (1994), Zespołem Pieśni i Tańca Mazowsze "Betlejem polskie" Rydla (2018).
W latach 80. współtwórca Ruchu Kultury Niezależnej. Stypendysta Miasta Krakowa (1987).
Jest laureatem Złotej Maski ’95 za scenografię do sztuki Fredry „Damy i huzary” w Teatrze Śląskim w Katowicach (1995) oraz Nagrody Prezydenta Miasta Gdyni (2007) za scenografie do wielu przedstawień w tym do „Wariata i zakonnicy” Witkacego w Teatrze Miejskim w Gdyni (2006). W 1996 roku został odznaczony Brązowym Krzyżem Zasługi, oraz Brązowym Medalem "Zasłużony Kulturze Gloria Artis" w 2018 roku.
Pracuje również w innych dziedzinach twórczości plastycznej. Swoje prace wystawiał w wielu miastach w kraju i za granicą, m.in. w Centrum Pompidou w Paryżu (1978), w Pradze, Soest, Warszawie, Rzeszowie, Bielsku, Krakowie – w Galerii Teatralnej Muzeum Historycznego (1999). Autor aranżacji plastycznej głośnych wystaw w Muzeum Narodowym w Krakowie, m.in. „Malinowski – Witkacy” (2000), „Świat ze srebra” (2004), „W stronę Schulza” (2005), oraz wielu innych wystaw w kraju i za granicą, m.in. w Centrum Sztuki Współczesnej w Warszawie (2000), w Pradze - Praskie Quadriennale (2003), w Galerii Teatru Kameri w Tel Awiwie (2006). Jest autorem aranżacji plastycznej wnętrz Zamku w Oświęcimiu (2007-2009) oraz ekspozycji teatralnej w Muzeum Jana Pawła II w Wadowicach (2010).